# Carlos Aramayo (Skirennläufer)
Carlos Aramayo (* 16. Mai 1972) ist ein ehemaliger bolivianischer Skirennläufer. Er startete ausschließlich im Riesenslalom.

## Karriere
Aramayo 1992 an den Olympischen Winterspielen teil. Bei seinem einzigen Start im Riesenslalom belegte er den 87. Platz. Dies blieb zugleich sein einziger internationaler Auftritt als Skirennläufer.

## Privates
Sein Bruder Manuel war ebenfalls als Skirennläufer aktiv.

## Erfolge

### Olympische Winterspiele
- Albertville 1992: 87. Riesenslalom